# Fighting American

Fighting American est une série de comics écrite et dessinée par Joe Simon et Jack Kirby en 1954.

## Historique
En 1954, Joe Simon et Jack Kirby, créateur en 1940 de Captain America pour Marvel Comics, commencent à écrire et dessiner les aventures d'un nouveau héros patriotique Fighting American. Celui-ci lutte contre le nouvel ennemi des États-Unis, le communisme soviétique. Il apparaît alors que le maccarthysme bat son plein mais la chute du sénateur Joseph McCarthy amène Simon et Kirby à faire évoluer leur création. La série devient plus humoristique, plus parodique dans sa description d'une menace rouge contre les USA. La série ne dure que sept numéros. Elle connaît un nouveau départ en 1966 sous la plume seule de Simon mais deux épisodes seulement sont publiés,.